# Hangin' Around the Observatory
Hangin' Around the Observatory es el primer álbum de estudio en solitario del cantautor estadounidense John Hiatt. Fue publicado en enero de 1974 a través de Epic Records. Producido por Glen Spreen, Hangin' Around the Observatory se grabó y mezcló en Columbia Studio A, en Nashville, Tennessee. Incluye la versión original de «Sure as I'm Sittin' Here» que Three Dog Night versionaría en su álbum Hard Labor.

## Relanzamientos
El 7 de agosto de 2006, BGO Records reeditó el álbum en CD junto con Overcoats (1975).

## Recepción de la crítica
Un escritor no especificado de Record World indicó que “Hiatt es un escritor e intérprete inusualmente talentoso cuya voz y canciones son extrañamente convincentes y, a menudo, reveladoras”. Un escritor no especificado de Billboard describió Hangin' Around the Observatory como “un LP debut impresionante, aunque desigual, que muestra a un joven escritor y vocalista de evidente promesa. La voz rica, ligeramente enloquecida y ocasionalmente sobreexcitada de Hiatt se ve impulsada con simpatía por la producción de Glen Spreen, que abarca desde el rock de moda hasta el dulce country sin perder su coherencia”.

## Lista de canciones
Todas las canciones escritas y compuestas por John Hiatt.
Lado uno
1. «Maybe Baby, Say You Do» – 2:33
2. «Whistles in My Ears» – 3:24
3. «Sure as I'm Sittin' Here» – 3:23
4. «Rose» – 3:04
5. «Hangin' Around the Observatory» – 3:01

Lado dos
1. «Full Moon» – 5:12
2. «Wild-Eyed Gypsies» – 4:45
3. «It's All Right with Me» – 3:48
4. «Little Blue Song for You» – 3:13
5. «Ocean» – 5:27

## Créditos y personal
Créditos adaptados desde las notas de álbum de Hangin' Around the Observatory.
Personal técnico
- Glen Spreen – productor, mezclas
- John Hiatt – arreglos, diseño de portada
- Gene Eichelberger – ingeniero de audio
- Stan Hutto – ingeniero de audio, mezclas
- Ron Reynolds – ingeniero de audio, ingeniero técnico
- Mike Figlio – ingeniero de audio
- Ed Hudson – ingeniero técnico
- Jerry Watson – ingeniero técnico
- Charles Bradley – ingeniero técnico
- Freeman Ramsey – ingeniero técnico
- Lou Bradley – mezclas
- Bill Barnes – diseño de portada
- Peggy Owens – diseño de portada
- Slick Lawson – fotografía